# Norrsjön (Bjälbo socken, Östergötland)
Norrsjön är en sjö i Mjölby kommun i Östergötland och ingår i Motala ströms huvudavrinningsområde.